# Élections législatives de 1973 dans les Hauts-de-Seine
Les élections législatives françaises de 1973 se déroulent les 4 et 11 mars 1973. Dans le département des Hauts-de-Seine, treize députés sont à élire dans le cadre de treize circonscriptions.

## Élus
| Circonscription | Député sortant                           | Parti        | Parti        | Député élu ou réélu | Parti | Parti     |
| --------------- | ---------------------------------------- | ------------ | ------------ | ------------------- | ----- | --------- |
| 1re             | Waldeck L'Huillier                       |              | PCF          | Waldeck L'Huillier  |       | PCF       |
| 2e              | Siège vacant                             | Siège vacant | Siège vacant | Albin Chalandon     |       | UDR       |
| 3e              | Émile Tricon                             |              | UDR          | Dominique Frelaut   |       | PCF       |
| 4e              | Charles Pasqua                           |              | UDR          | Parfait Jans        |       | PCF       |
| 5e              | Charles Deprez                           |              | RI           | Charles Deprez      |       | RI        |
| 6e              | Achille Peretti                          |              | UDR          | Achille Peretti     |       | UDR       |
| 7e              | Raymond Barbet                           |              | PCF          | Raymond Barbet      |       | PCF       |
| 8e              | Jean Toutain suppléant de Jacques Baumel |              | UDR          | Jacques Baumel      |       | UDR       |
| 9e              | Claude Labbé                             |              | UDR          | Claude Labbé        |       | UDR       |
| 10e             | Georges Gorse                            |              | UDR          | Georges Gorse       |       | UDR       |
| 11e             | Guy Ducoloné                             |              | PCF          | Guy Ducoloné        |       | PCF       |
| 12e             | Pierre Mazeaud                           |              | UDR          | Pierre Mazeaud      |       | UDR       |
| 13e             | Paul Mainguy                             |              | UDR          | Henri Ginoux        |       | MR (CNIP) |

## Résultats

### Résultats à l'échelle du département
| Parti                 | Parti                                   | Premier tour | Premier tour | Second tour | Second tour | Sièges |
| Parti                 | Parti                                   | Voix         | %            | Voix        | %           | Sièges |
| --------------------- | --------------------------------------- | ------------ | ------------ | ----------- | ----------- | ------ |
|                       | Union des démocrates pour la République | 166 128      | 25,83        | 206 227     | 34,46       | 6      |
|                       | Républicains indépendants               | 48 582       | 7,55         | 61 329      | 10,25       | 1      |
|                       | Divers droite dont CNIP                 | 7 395        | 1,15         |             |             | 0      |
|                       | Union des républicains de progrès       | 222 105      | 34,54        | 267 556     | 44,71       | 7      |
|                       |                                         |              |              |             |             |        |
|                       | Parti communiste français               | 180 801      | 28,11        | 237 507     | 39,69       | 5      |
|                       | Parti socialiste                        | 91 617       | 14,25        | 45 364      | 7,58        | 0      |
|                       | Parti socialiste unifié                 | 26 534       | 4,13         |             |             | 0      |
|                       | Union de la gauche                      | 298 952      | 46,49        | 282 871     | 47,27       | 5      |
|                       |                                         |              |              |             |             |        |
|                       | Mouvement réformateur                   | 99 621       | 15,49        | 47 940      | 8,01        | 1      |
|                       | Extrême gauche dont LO et LCR           | 12 037       | 1,87         |             |             | 0      |
|                       | Extrême droite                          | 9 169        | 1,43         | 0           |             |        |
|                       | Gaullistes d'opposition                 | 905          | 0,14         | 0           |             |        |
|                       | Divers                                  | 317          | 0,05         | 0           |             |        |
|                       |                                         |              |              |             |             |        |
| Inscrits              | Inscrits                                | 797 603      | 100,00       | 767 298     | 100,00      | 13     |
| Abstentions           | Abstentions                             | 144 070      | 18,06        | 143 457     | 18,7        |        |
| Votants               | Votants                                 | 653 533      | 81,94        | 623 841     | 81,3        |        |
| Blancs et nuls        | Blancs et nuls                          | 10 427       | 1,6          | 25 474      | 4,08        |        |
| Exprimés              | Exprimés                                | 643 106      | 98,4         | 598 367     | 95,92       |        |
| Source : Data.gouv.fr |                                         |              |              |             |             |        |

### Résultats par circonscription

#### Première circonscription (Gennevilliers)
|                  | Waldeck L'Huillier sortant réélu | PCF                  | 13 322 | 54,48  |  |  |  |
|                  | Philippe François                | RI (URP)             | 5 193  | 21,24  |  |  |  |
|                  | Lucien Lelièvre                  | PS (UGSD)            | 2 730  | 11,16  |  |  |  |
|                  | Jean-Michel Lobjeois             | MR                   | 1 871  | 7,65   |  |  |  |
|                  | Maurice Tombolato                | PSU                  | 772    | 3,16   |  |  |  |
|                  | Pierre Frank                     | LCR                  | 323    | 1,32   |  |  |  |
|                  | Jean Guilain                     | Extrême droite (PLF) | 243    | 0,99   |  |  |  |
|                  |                                  |                      |        |        |  |  |  |
| Inscrits         | Inscrits                         | Inscrits             | 30 198 | 100,00 |  |  |  |
| Abstentions      | Abstentions                      | Abstentions          | 5 251  | 17,39  |  |  |  |
| Votants          | Votants                          | Votants              | 24 947 | 82,61  |  |  |  |
| Blancs et nuls   | Blancs et nuls                   | Blancs et nuls       | 493    | 1,98   |  |  |  |
| Exprimés         | Exprimés                         | Exprimés             | 24 454 | 98,02  |  |  |  |
| Source : CEVIPOF |                                  |                      |        |        |  |  |  |

#### Deuxième circonscription (Asnières-sur-Seine)
| Candidat         | Candidat                      | Parti          | Premier tour | Premier tour | Second tour | Second tour |  |
| Candidat         | Candidat                      | Parti          | Voix         | %            | Voix        | %           |  |
| ---------------- | ----------------------------- | -------------- | ------------ | ------------ | ----------- | ----------- |  |
|                  | Albin Chalandon sortant réélu | UDR (URP)      | 14 866       | 40,89        | 19 728      | 57,55       |  |
|                  | Claude Denis                  | PCF            | 7 878        | 21,67        | 14 554      | 42,45       |  |
|                  | Guy Le Maistre                | CD (MR)        | 5 604        | 15,41        | Retrait     | Retrait     |  |
|                  | Camille Sandrin               | PS (UGSD)      | 4 762        | 13,1         | Retrait     | Retrait     |  |
|                  | Jean-Claude Chamblain         | PSU            | 1 840        | 5,06         |             |             |  |
|                  | Désiré Nogrette               | LO             | 838          | 2,3          |             |             |  |
|                  | François Burno                | Divers droite  | 571          | 1,57         |             |             |  |
|                  |                               |                |              |              |             |             |  |
| Inscrits         | Inscrits                      | Inscrits       | 44 988       | 100,00       | 44 971      | 100,00      |  |
| Abstentions      | Abstentions                   | Abstentions    | 8 024        | 17,84        | 8 741       | 19,44       |  |
| Votants          | Votants                       | Votants        | 36 964       | 82,16        | 36 230      | 80,56       |  |
| Blancs et nuls   | Blancs et nuls                | Blancs et nuls | 605          | 1,64         | 1 948       | 5,38        |  |
| Exprimés         | Exprimés                      | Exprimés       | 36 359       | 98,36        | 34 282      | 94,62       |  |
| Source : CEVIPOF |                               |                |              |              |             |             |  |

#### Troisième circonscription (Colombes)
| Candidat         | Candidat              | Parti          | Premier tour | Premier tour | Second tour | Second tour |  |
| Candidat         | Candidat              | Parti          | Voix         | %            | Voix        | %           |  |
| ---------------- | --------------------- | -------------- | ------------ | ------------ | ----------- | ----------- |  |
|                  | Dominique Frelaut élu | PCF            | 18 518       | 36,67        | 25 750      | 51,89       |  |
|                  | Marc Zamansky         | UDR (URP)      | 17 056       | 33,77        | 23 870      | 48,11       |  |
|                  | M. Bideau             | MR             | 6 241        | 12,36        | Retrait     | Retrait     |  |
|                  | Bernard Le Savouroux  | PS (UGSD)      | 5 666        | 11,22        |             |             |  |
|                  | Jean Chambeau         | PSU            | 1 741        | 3,45         |             |             |  |
|                  | Dominique Palacio     | LO             | 877          | 1,74         |             |             |  |
|                  | François Redouté      | FP             | 401          | 0,79         |             |             |  |
|                  |                       |                |              |              |             |             |  |
| Inscrits         | Inscrits              | Inscrits       | 60 900       | 100,00       | 60 868      | 100,00      |  |
| Abstentions      | Abstentions           | Abstentions    | 9 375        | 15,39        | 9 133       | 15          |  |
| Votants          | Votants               | Votants        | 51 525       | 84,61        | 51 735      | 85          |  |
| Blancs et nuls   | Blancs et nuls        | Blancs et nuls | 1 025        | 1,99         | 2 115       | 4,09        |  |
| Exprimés         | Exprimés              | Exprimés       | 50 500       | 98,01        | 49 620      | 95,91       |  |
| Source : CEVIPOF |                       |                |              |              |             |             |  |

#### Quatrième circonscription (Levallois-Perret)
| Candidat         | Candidat               | Parti          | Premier tour | Premier tour | Second tour | Second tour |  |
| Candidat         | Candidat               | Parti          | Voix         | %            | Voix        | %           |  |
| ---------------- | ---------------------- | -------------- | ------------ | ------------ | ----------- | ----------- |  |
|                  | Parfait Jans élu       | PCF            | 16 951       | 35,44        | 24 838      | 54,07       |  |
|                  | Charles Pasqua sortant | UDR (URP)      | 14 111       | 29,5         | 21 098      | 45,93       |  |
|                  | Michel Bertrand        | PS (UGSD)      | 7 363        | 15,39        | Retrait     | Retrait     |  |
|                  | René Freudenberg       | MR             | 3 488        | 7,29         |             |             |  |
|                  | Hervé Lavenir          | Divers droite  | 1 315        | 2,75         |             |             |  |
|                  | Jean-Claude Laburthe   | CNIP           | 1 246        | 2,6          |             |             |  |
|                  | Jean Barnier           | PSU            | 1 111        | 2,32         |             |             |  |
|                  | Dominique Chaboche     | FN             | 1 055        | 2,21         |             |             |  |
|                  | Jean-Paul Dieu         | LCR            | 681          | 1,42         |             |             |  |
|                  | Jean-Louis Costes      | Rad            | 308          | 0,64         |             |             |  |
|                  | Stéphane Just          | Extrême gauche | 204          | 0,43         |             |             |  |
|                  |                        |                |              |              |             |             |  |
| Inscrits         | Inscrits               | Inscrits       | 58 403       | 100,00       | 58 405      | 100,00      |  |
| Abstentions      | Abstentions            | Abstentions    | 9 793        | 16,77        | 10 308      | 17,65       |  |
| Votants          | Votants                | Votants        | 48 610       | 83,23        | 48 097      | 82,35       |  |
| Blancs et nuls   | Blancs et nuls         | Blancs et nuls | 777          | 1,6          | 2 161       | 4,49        |  |
| Exprimés         | Exprimés               | Exprimés       | 47 833       | 98,4         | 45 936      | 95,51       |  |
| Source : CEVIPOF |                        |                |              |              |             |             |  |

#### Cinquième circonscription (Courbevoie)
| Candidat         | Candidat                     | Parti          | Premier tour | Premier tour | Second tour | Second tour |  |
| Candidat         | Candidat                     | Parti          | Voix         | %            | Voix        | %           |  |
| ---------------- | ---------------------------- | -------------- | ------------ | ------------ | ----------- | ----------- |  |
|                  | Charles Deprez sortant réélu | RI (URP)       | 14 874       | 37,68        | 21 635      | 57,22       |  |
|                  | Gérard Lanternier            | PCF            | 8 147        | 20,64        | 16 177      | 42,78       |  |
|                  | Michel Thiercelin            | PS (UGSD)      | 6 183        | 15,67        | Retrait     | Retrait     |  |
|                  | Patrick Hillion              | MR             | 5 836        | 14,79        | Retrait     | Retrait     |  |
|                  | Henri David                  | FN             | 1 670        | 4,23         |             |             |  |
|                  | Daniel Pigot                 | PSU            | 1 560        | 3,95         |             |             |  |
|                  | Jean-Paul Rigollet           | LO             | 875          | 2,22         |             |             |  |
|                  | Jacques Maurin               | FP             | 325          | 0,82         |             |             |  |
|                  |                              |                |              |              |             |             |  |
| Inscrits         | Inscrits                     | Inscrits       | 48 188       | 100,00       | 48 189      | 100,00      |  |
| Abstentions      | Abstentions                  | Abstentions    | 8 150        | 16,91        | 8 367       | 17,36       |  |
| Votants          | Votants                      | Votants        | 40 038       | 83,09        | 39 822      | 82,64       |  |
| Blancs et nuls   | Blancs et nuls               | Blancs et nuls | 568          | 1,42         | 2 010       | 5,05        |  |
| Exprimés         | Exprimés                     | Exprimés       | 39 470       | 98,58        | 37 812      | 94,95       |  |
| Source : CEVIPOF |                              |                |              |              |             |             |  |

#### Sixième circonscription (Neuilly-sur-Seine)
| Candidat       | Candidat                      | Parti          | Premier tour | Premier tour | Second tour | Second tour |  |
| Candidat       | Candidat                      | Parti          | Voix         | %            | Voix        | %           |  |
| -------------- | ----------------------------- | -------------- | ------------ | ------------ | ----------- | ----------- |  |
|                | Achille Peretti sortant réélu | UDR (URP)      | 19 783       | 42,15        | 23 836      | 52,29       |  |
|                | André-François Mercier        | CD (MR)        | 8 953        | 19,08        | 9 612       | 21,08       |  |
|                | Jean-Pierre Ginter            | PCF            | 6 728        | 14,34        | 12 139      | 26,63       |  |
|                | Pierre Feuilly                | PS (UGSD)      | 4 669        | 9,95         |             |             |  |
|                | Serge Mallet                  | PSU            | 2 735        | 5,83         |             |             |  |
|                | Jacques Bourgeois             | Divers droite  | 1 859        | 3,96         |             |             |  |
|                | Jean-Marc Pelletier           | FN             | 1 189        | 2,53         |             |             |  |
|                | François Mauguen              | LO             | 668          | 1,42         |             |             |  |
|                | Pierre Carrasset              | Divers droite  | 347          | 0,74         |             |             |  |
|                |                               |                |              |              |             |             |  |
| Inscrits       | Inscrits                      | Inscrits       | 58 252       | 100,00       | 58 250      | 100,00      |  |
| Abstentions    | Abstentions                   | Abstentions    | 10 745       | 18,45        | 11 869      | 20,38       |  |
| Votants        | Votants                       | Votants        | 47 507       | 81,55        | 46 381      | 79,62       |  |
| Blancs et nuls | Blancs et nuls                | Blancs et nuls | 576          | 1,21         | 794         | 1,71        |  |
| Exprimés       | Exprimés                      | Exprimés       | 46 931       | 98,79        | 45 587      | 98,29       |  |

#### Septième circonscription (Nanterre)
| Candidat       | Candidat                     | Parti          | Premier tour | Premier tour | Second tour | Second tour |  |
| Candidat       | Candidat                     | Parti          | Voix         | %            | Voix        | %           |  |
| -------------- | ---------------------------- | -------------- | ------------ | ------------ | ----------- | ----------- |  |
|                | Raymond Barbet sortant réélu | PCF            | 20 875       | 43,82        | 27 279      | 60,5        |  |
|                | Ladislas Poniatowski         | RI (URP)       | 11 664       | 24,48        | 17 808      | 39,5        |  |
|                | André Rousseau               | MR             | 6 466        | 13,57        | Retrait     | Retrait     |  |
|                | René Labrégère               | PS (UGSD)      | 6 304        | 13,23        | Retrait     | Retrait     |  |
|                | Michel Tourmetz              | PSU            | 1 674        | 3,51         |             |             |  |
|                | Henri Weber                  | LCR            | 660          | 1,39         |             |             |  |
|                |                              |                |              |              |             |             |  |
| Inscrits       | Inscrits                     | Inscrits       | 60 205       | 100,00       | 60 203      | 100,00      |  |
| Abstentions    | Abstentions                  | Abstentions    | 11 675       | 19,39        | 13 007      | 21,61       |  |
| Votants        | Votants                      | Votants        | 48 530       | 80,61        | 47 196      | 78,39       |  |
| Blancs et nuls | Blancs et nuls               | Blancs et nuls | 887          | 1,83         | 2 109       | 4,47        |  |
| Exprimés       | Exprimés                     | Exprimés       | 47 643       | 98,17        | 45 087      | 95,53       |  |

#### Huitième circonscription (Rueil-Malmaison)
| Candidat       | Candidat                     | Parti          | Premier tour | Premier tour | Second tour | Second tour |  |
| Candidat       | Candidat                     | Parti          | Voix         | %            | Voix        | %           |  |
| -------------- | ---------------------------- | -------------- | ------------ | ------------ | ----------- | ----------- |  |
|                | Jacques Baumel sortant réélu | UDR (URP)      | 19 632       | 40,6         | 26 111      | 55,13       |  |
|                | Jacques Fournier             | PS (UGSD)      | 9 008        | 18,63        | 21 238      | 44,84       |  |
|                | Michel Duffour               | PCF            | 8 938        | 18,48        | Retrait     | Retrait     |  |
|                | Henri Magnin                 | CD (MR)        | 7 516        | 15,54        | 17          | 0,04        |  |
|                | François Brigneau            | FN             | 1 426        | 2,95         |             |             |  |
|                | Michel Combret               | LCR            | 1 007        | 2,08         |             |             |  |
|                | Charles Martin               | Divers droite  | 831          | 1,72         |             |             |  |
|                |                              |                |              |              |             |             |  |
| Inscrits       | Inscrits                     | Inscrits       | 58 858       | 100,00       | 58 858      | 100,00      |  |
| Abstentions    | Abstentions                  | Abstentions    | 9 833        | 16,71        | 9 953       | 16,91       |  |
| Votants        | Votants                      | Votants        | 49 025       | 83,29        | 48 905      | 83,09       |  |
| Blancs et nuls | Blancs et nuls               | Blancs et nuls | 667          | 1,36         | 1 539       | 3,15        |  |
| Exprimés       | Exprimés                     | Exprimés       | 48 358       | 98,64        | 47 366      | 96,85       |  |

#### Neuvième circonscription (Meudon)
| Candidat       | Candidat                   | Parti          | Premier tour | Premier tour | Second tour | Second tour |  |
| Candidat       | Candidat                   | Parti          | Voix         | %            | Voix        | %           |  |
| -------------- | -------------------------- | -------------- | ------------ | ------------ | ----------- | ----------- |  |
|                | Claude Labbé sortant réélu | UDR (URP)      | 15 227       | 30,26        | 25 481      | 51,37       |  |
|                | Henri Neuville             | PS (UGSD)      | 9 733        | 19,34        | 24 126      | 48,63       |  |
|                | Robert Chambeiron          | PCF            | 9 080        | 18,05        | Retrait     | Retrait     |  |
|                | Georges Mouthon            | MR             | 8 210        | 16,32        | Retrait     | Retrait     |  |
|                | Bernard Bonneau            | RI             | 4 655        | 9,25         |             |             |  |
|                | René Fayet                 | PSU            | 2 252        | 4,48         |             |             |  |
|                | René Perreu                | LO             | 1 159        | 2,3          |             |             |  |
|                |                            |                |              |              |             |             |  |
| Inscrits       | Inscrits                   | Inscrits       | 63 681       | 100,00       | 63 642      | 100,00      |  |
| Abstentions    | Abstentions                | Abstentions    | 12 681       | 19,91        | 12 387      | 19,46       |  |
| Votants        | Votants                    | Votants        | 51 000       | 80,09        | 51 255      | 80,54       |  |
| Blancs et nuls | Blancs et nuls             | Blancs et nuls | 684          | 1,34         | 1 648       | 3,22        |  |
| Exprimés       | Exprimés                   | Exprimés       | 50 316       | 98,66        | 49 607      | 96,78       |  |

#### Dixième circonscription (Boulogne-Billancourt)
| Candidat       | Candidat                    | Parti          | Premier tour | Premier tour | Second tour | Second tour |  |
| Candidat       | Candidat                    | Parti          | Voix         | %            | Voix        | %           |  |
| -------------- | --------------------------- | -------------- | ------------ | ------------ | ----------- | ----------- |  |
|                | Georges Gorse sortant réélu | UDR (URP)      | 19 680       | 41,38        | 26 639      | 59,39       |  |
|                | Émile Clet                  | PCF            | 9 604        | 20,2         | 18 219      | 40,61       |  |
|                | Claude-Gérard Louf          | Rad (MR)       | 7 345        | 15,44        | Retrait     | Retrait     |  |
|                | Robert Lucente              | PS (UGSD)      | 6 726        | 14,14        | Retrait     | Retrait     |  |
|                | André Barjonet              | PSU            | 1 988        | 4,18         |             |             |  |
|                | Jean-Marc Delaye            | FN             | 1 233        | 2,59         |             |             |  |
|                | Jean-Claude Hamon           | LO             | 823          | 1,73         |             |             |  |
|                | Pierre-Marie Guastavino     | Divers droite  | 148          | 0,31         |             |             |  |
|                | M. Drault                   | Divers         | 9            | 0,02         |             |             |  |
|                |                             |                |              |              |             |             |  |
| Inscrits       | Inscrits                    | Inscrits       | 60 655       | 100,00       | 60 656      | 100,00      |  |
| Abstentions    | Abstentions                 | Abstentions    | 12 491       | 20,59        | 13 140      | 21,66       |  |
| Votants        | Votants                     | Votants        | 48 164       | 79,41        | 47 516      | 78,34       |  |
| Blancs et nuls | Blancs et nuls              | Blancs et nuls | 608          | 1,26         | 2 658       | 5,59        |  |
| Exprimés       | Exprimés                    | Exprimés       | 47 556       | 98,74        | 44 858      | 94,41       |  |

#### Onzième circonscription (Issy-les-Moulineaux)
| Candidat       | Candidat                   | Parti                     | Premier tour | Premier tour | Second tour | Second tour |  |
| Candidat       | Candidat                   | Parti                     | Voix         | %            | Voix        | %           |  |
| -------------- | -------------------------- | ------------------------- | ------------ | ------------ | ----------- | ----------- |  |
|                | Guy Ducoloné sortant réélu | PCF                       | 19 922       | 38,99        | 26 786      | 55,03       |  |
|                | Alain Madelin              | RI (URP)                  | 12 196       | 23,87        | 21 886      | 44,97       |  |
|                | Jean Laronde               | CD (MR)                   | 8 522        | 16,68        | Retrait     | Retrait     |  |
|                | Marcel Spriet              | PS (UGSD)                 | 5 660        | 11,08        |             |             |  |
|                | Jean-Claude Pichenot       | PSU                       | 2 018        | 3,95         |             |             |  |
|                | Paul Palacio               | LO                        | 880          | 1,72         |             |             |  |
|                | Christian Mouquet          | FN                        | 786          | 1,54         |             |             |  |
|                | Roger Uzan                 | Divers droite             | 553          | 1,08         |             |             |  |
|                | Claude Hilbert             | Divers droite (Gaulliste) | 525          | 1,03         |             |             |  |
|                | J. Payen                   | FP                        | 35           | 0,07         |             |             |  |
|                |                            |                           |              |              |             |             |  |
| Inscrits       | Inscrits                   | Inscrits                  | 63 723       | 100,00       | 63 724      | 100,00      |  |
| Abstentions    | Abstentions                | Abstentions               | 11 740       | 18,42        | 12 550      | 19,69       |  |
| Votants        | Votants                    | Votants                   | 51 983       | 81,58        | 51 174      | 80,31       |  |
| Blancs et nuls | Blancs et nuls             | Blancs et nuls            | 886          | 1,7          | 2 502       | 4,89        |  |
| Exprimés       | Exprimés                   | Exprimés                  | 51 097       | 98,3         | 48 672      | 95,11       |  |

#### Douzième circonscription (Clamart)
| Candidat       | Candidat                     | Parti          | Premier tour | Premier tour | Second tour | Second tour |  |
| Candidat       | Candidat                     | Parti          | Voix         | %            | Voix        | %           |  |
| -------------- | ---------------------------- | -------------- | ------------ | ------------ | ----------- | ----------- |  |
|                | Pierre Mazeaud sortant réélu | UDR (URP)      | 26 154       | 32,75        | 38 996      | 50,67       |  |
|                | Robert Gelly                 | PCF            | 20 404       | 25,55        | 37 964      | 49,33       |  |
|                | Jacques Pietri               | PS (UGSD)      | 12 574       | 15,75        | Retrait     | Retrait     |  |
|                | Annie Lesur                  | CD (MR)        | 12 554       | 15,72        | Retrait     | Retrait     |  |
|                | Jean Le Garrec               | PSU            | 4 701        | 5,89         |             |             |  |
|                | Jacques Paquet               | LO             | 1 901        | 2,38         |             |             |  |
|                | Jean Silve de Ventavon       | FN             | 1 567        | 1,96         |             |             |  |
|                |                              |                |              |              |             |             |  |
| Inscrits       | Inscrits                     | Inscrits       | 99 052       | 100,00       | 99 044      | 100,00      |  |
| Abstentions    | Abstentions                  | Abstentions    | 17 818       | 17,99        | 18 050      | 18,22       |  |
| Votants        | Votants                      | Votants        | 81 234       | 82,01        | 80 994      | 81,78       |  |
| Blancs et nuls | Blancs et nuls               | Blancs et nuls | 1 379        | 1,7          | 4 034       | 4,98        |  |
| Exprimés       | Exprimés                     | Exprimés       | 79 855       | 98,3         | 76 960      | 95,02       |  |

#### Treizième circonscription (Antony)
| Candidat       | Candidat             | Parti          | Premier tour | Premier tour | Second tour | Second tour |  |
| Candidat       | Candidat             | Parti          | Voix         | %            | Voix        | %           |  |
| -------------- | -------------------- | -------------- | ------------ | ------------ | ----------- | ----------- |  |
|                | Henri Ravera         | PCF            | 20 434       | 28,09        | 33 801      | 46,57       |  |
|                | Paul Mainguy sortant | UDR (URP)      | 19 619       | 26,97        | 468         | 0,64        |  |
|                | Henri Ginoux élu     | CNIP (MR)      | 17 015       | 23,39        | 38 311      | 52,78       |  |
|                | Pierre Raymondaud    | PS (UGSD)      | 10 239       | 14,08        | Retrait     | Retrait     |  |
|                | Bernard Ravenel      | PSU            | 4 142        | 5,69         |             |             |  |
|                | Jean Métais          | LCR            | 1 141        | 1,57         |             |             |  |
|                | M. Maignien          | FP             | 144          | 0,2          |             |             |  |
|                |                      |                |              |              |             |             |  |
| Inscrits       | Inscrits             | Inscrits       | 90 500       | 100,00       | 90 488      | 100,00      |  |
| Abstentions    | Abstentions          | Abstentions    | 16 494       | 18,23        | 15 952      | 17,63       |  |
| Votants        | Votants              | Votants        | 74 006       | 81,77        | 74 536      | 82,37       |  |
| Blancs et nuls | Blancs et nuls       | Blancs et nuls | 1 272        | 1,72         | 1 956       | 2,62        |  |
| Exprimés       | Exprimés             | Exprimés       | 72 734       | 98,28        | 72 580      | 97,38       |  |